# Джеррі Андерсон
Джеррі Андерсон (англ. Gerry Anderson, при народженні — англ. Gerald Alexander Abrahams; 14 квітня 1929, Лондон — 26 грудня 2012) — британський режисер-аніматор, відомий за мультсеріалом «Буревісник», «Капітан Скарлет» і «Джо 90».

## Біографічні відомості
Джеррі Андерсон народився 1929 року у Лондоні. Під час другої світової війни його старший брат Лайонел записався добровольцем до Королівських ВПС і служив на американській базі «Поле буревісників», назва якої врізалося в пам'ять Джеррі. У 1947 році Джеррі, співробітник студії Gainsborough Pictures сам вступив до лав військово-повітряних сил.
Після проходження строкової служби Андерсон разом з групою однодумців створив студію AP Films, і невдовзі взяв участь у створенні анімаційного серіалу «Пригоди Твіззла» на замовлення телеканалу Granada TV. Його героєм була жива лялька, наділена здібностями подовжувати свої руки і ноги.
Протягом 1950-х і 1960-х Джеррі Андерсон брав участь у створенні низки пригодницьких лялькових анімаційних серіалів. За цей час він розробив техніку, засновану на використанні «супермаріонеток» — ляльок на тонкому дроті, керованих спеціальними електричними механізмами. Так були зняті найвідоміші творіння мультиплікатора: «Джо 90» про дев'ятирічного хлопчика, батько якого завантажив йому в мозок необхідні для шпигуна знання, щоб посилати того на завдання; а також «Капітан Скарлет», космоопера про війну землян і прибульців «містеронів».
Однак найбільшу популярність і любов британських дітей здобув серіал Андерсона «Буревісники» 1965-66 років. У ньому розповідалося про ескадрильї рятувальників під командуванням колишнього космонавта Джеффа Трейсі, що вилітали на спеціальні завдання по всьому світу зі своєю секретної бази на тихоокеанському острові.
Андерсон продюсував свої анімаційні серіали сам, писав романи на основі їхніх сюжетів, створював спецефекти для ігрових фільмів. Відомі сценарії Андерсона для ряду фільмів про агента 007, втім, не прийняті продюсерами бондіани. На рубежі XX—XXI століть він став продюсером і консультантом декількох пригодницьких анімаційних серіалів, у тому числі рімейків власної класики, «Нового капітана Скарлет» і «Нових буревісників», знятих в техніці комп'ютерної псевдотримірної анімації.
Андерсон був тричі одружений, у нього було четверо дітей. Лауреат і номінант кількох престижних премій, аніматор в 2001 році став кавалером Ордена Британської імперії.
В останні роки він страждав від деменції (набутого недоумства) змішаного типу.